# Lill-Babs
Lill-Babs, nombre artístico de Barbro Margareta Svensson (Järvsö, Gävleborg; 9 de marzo de 1938-3 de abril de 2018), fue una cantante, presentadora de TV y actriz sueca. De los principios de los años 1950 hasta su muerte en 2018, fue una de las cantantes suecas más conocida y popular. Representó a Suecia en el Festival de la Canción de Eurovisión en 1961 en Cannes, Francia, con la canción "April, april". Fue también muy conocida por la canción "Är du kär i mej ännu Klas-Göran?".

## Biografía
Lill-Babs nació en Järvsö, provincia de Gävleborg, siendo la primogénita de Britta y Ragnar Svensson. A los 15 años, cantó en el programa de radio Morgonkvisten como "joven talento". El cazatalentos sueco Simon Brehm la oyó y contactó con ella para una audición en su estudio en Estocolmo. La audición fue bien, y se mudó a Estocolmo para comenzar una carrera en el mundo de la música.
En 1954, grabó su primer disco "Min mammas boogie" bajo el nombre artístico "Lill-Babs", combinación de la palabra sueca "lilla" (pequeña) y Babs, nombre hipocorístico inglés para el nombre Barbro/Barbara. Cuando su nombre comenzaba a despuntar, Lill-Babs quedó embarazada, un hecho que al estar soltera era potencialmente escandaloso en la Suecia de mediados de los años 1950. Continuó trabajando mientras pudo esconder su embarazo, después de lo cual fue a Järvsö donde dio a luz a su hija, Monica.
Tras algún tiempo en casa, volvió a retomar su carrera. Sin embargo, Simon Brehm había encontrado un nuevo vocalista y requería sus servicios. Lill-Babs recibió una oferta para hacer una gira con una banda rival liderada por Kettil Olsson. Tras la gira y un par de conciertos en el club de jazz Nalen de Estocolmo, recibió una llamada de Simon Brehm pidiéndole volver a trabajar con él. Ella aceptó su oferta y actuó en muchos conciertos en el palacio de baile Bal Palais en Estocolmo y en varias giras.
En 1958, produjo su primera gira y participó en la película Fly mig en greve con el cómico Carl-Gustaf Lindstedt. Grabó muchas canciones, como la novedosa "Är Du Kär I Mig Ännu Klas-Göran?", "Leva Livet" y "En tuff brud i lyxförpackning", que fueron éxitos de ventas en Suecia. "Är Du Kär I Mig Ännu Klas-Göran" fue compuesta por el entonces casi desconocido Stig Anderson. Anderson escribió muchos éxitos de Lill-Babs en los años de 1960 y primeros años de 1970 luego ganaría fama como mánager del grupo ABBA. 
En la década de 1960, se creó el club de fanes de Lill-Babs llamado Splorr que se convirtió en el más grande de Suecia con 17 000 miembros. El número de miembros fue tan alto que el club fue difícil de gestionar y los costes llevaron al club a la quiebra.
Durante ese tiempo Lill-Babs trabajó mucho en Alemania Occidental, donde se produjeron muchos de sus discos, programas de televisión y películas. Como resultado de ello se convirtió en una gran estrella en Alemania, considerada tan popular como la artista televisiva Caterina Valente. En 1961 representó a Suecia en el Festival de la Canción de Eurovisión 1961 con la canción "April, april" en Cannes, participaría en otras preselecciones nacionales para Eurovisión tanto en Suecia como en Noruega.

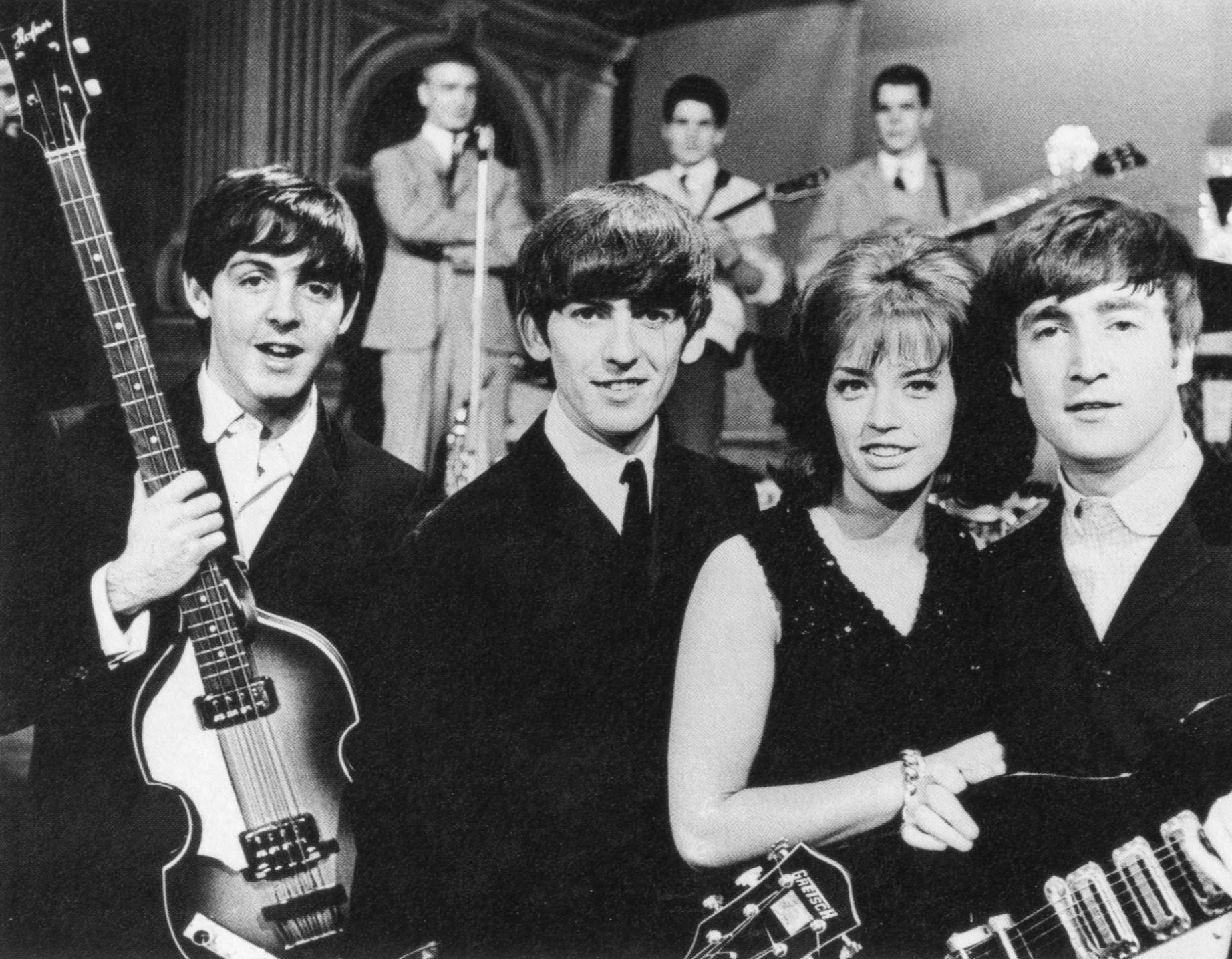
Lill-Babs y The Beatles, en el programa de televisión sueco Drop-In, el 30 de octubre de 1963.

Uno de los hechos más sorprendentes en la carrera de Lill-Babs tuvo lugar el 30 de octubre de 1963 cuando tras actuar en el programa de la televisión sueca Drop-In, firmó autógrafos para los encantados chicos de una banda británica de Liverpool llamada The Beatles que iban a realizar una de sus primeras actuaciones fuera del Reino Unido.
El éxito de Lill-Babs "Välkommen Till Världen", una canción originalmente compuesta para competir en el Melodifestivalen de 1971, es de importancia en la historia de ABBA ya que fue escrita y producida por Björn Ulvaeus y Benny Andersson y en ella hicieron los coros Anni-Frid Lyngstad y Agnetha Fältskog.
En 1974, Lill-Babs interpretó el papel principal en la versión sueca del musical Annie Get Your Gun, dirigido y escrito por Åke Falck. La obra fue representada en el estadio de hockey Scandinavium de Gotemburgo con 12 representaciones y más de 100 000 entradas vendidas. Recibió excelentes críticas y fue reconocida como una artista todoterreno. En las siguientes tres décadas actuaría en cabarets como el Berns Salonger y el Hamburger Börs en Estocolmo, vendiendo todas las entradas, a menudo con material escrito especialmente para ella por los renombrados escritores suecos Lars Forssell y la cantautora Barbro Hörberg.

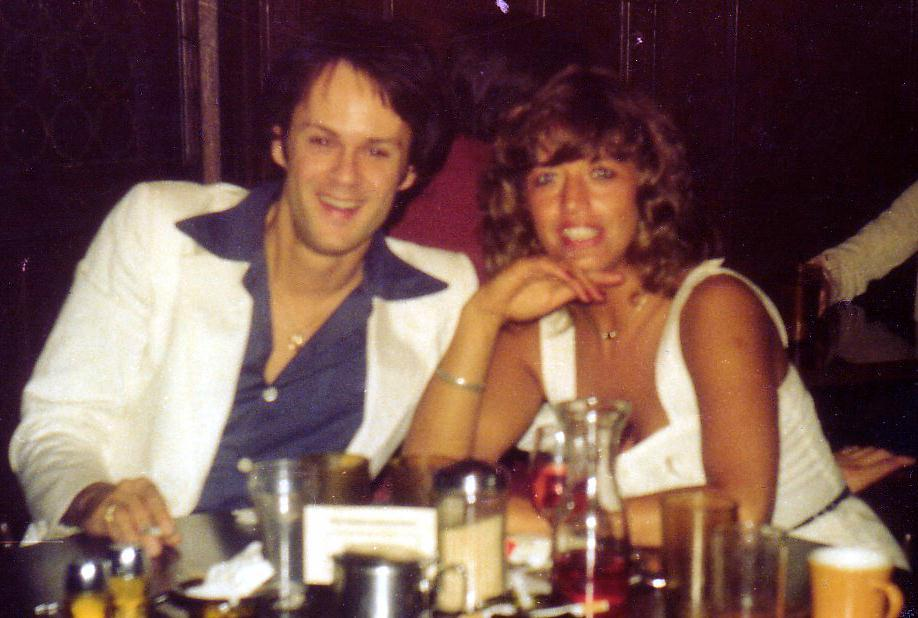
En la cena con Lars Jacob cuando Lill-Babs estaba en Los Ángeles para estudiar espectáculos en 1976.

En 1996 publicó su autobiografía Hon är jag. Tiene tres hijas de diferentes padres y se ha casado en varias ocasiones. Una de ellas con Lars Berghagen entre 1965 y 1968, con quien tuvo a su hija Malin Berghagen que estuvo casada con Tommy Nilsson. Apareciendo con disgusto en los tabloides suecos durante las últimas cuatro décadas. En 2011 continuaba en el mundo del espectáculo y seguía actuando en Suecia. En enero de 2012, apareció en un sello de correos sueco.

### Muerte y tributos
Lill-Babs murió el 3 de abril de 2018 tras haber padecido cáncer e  insuficiencia cardíaca.
El día de su muerte tanto la programación de SVT y TV4 fueron cambiadas presentando programas al aire acerca de Lill-Babs. La empresa SVT presentó el documental realizado en el año 2004. TV4, por su parte, introdujo cambios en su programación para mostrar un documental del 2017 y uno del 6 de abril que correspondía a una presentación del 2010. Durante el anuncio de su muerte por la mañana, Malou von Sivers' habló de su muerte en el show de Efter Tio. Sveriges Radio también cambió su programación y emitió programas dedicados a ella.

### Vida personal
Lill-Babs estuvo casada con el cantante Lasse Berghangen de 1965 a 1968. Estuvo casada con el futbolista noruego Kjell Kaspersen de 1969 a 1973. Tuvo tres hijas: Monica Svensson (nacida en 1955), Malin Berghagen (nacida en 1966), and Kristin Kaspersen (nacida en 1969).
En 1996 publicó su autobiografía, Hon är jag.
En el año 2017, fue incluida en el Salón de la Fama de Suecia.